# Джамалова, Дильруба Джабраил кызы
Дильруба Джабраил кызы Джамалова (азерб. Dilruba Cəbrayıl qızı Camalova; 7 января 1938, Ленкорань — 13 марта 2009, Каразанджир, Джалилабадский район) — азербайджанская партийный, государственный и общественный деятель, городская глава Ленкорани.

## Биография
Родилась 7 января 1938 года в городе Ленкорань. В 1955 году окончила среднюю школу в Ярдымлы, в 1960 году физико-математический факультет Азербайджанского педагогического института. В 1987 окончила Высшую Партийную Школу при ЦК КП республики в Баку.
Начала трудовую деятельность в 1960 году учителем в средней школе № 2 города Ленкорань. С 1972 заведующая отделом народного образования города Ленкорань. С 1975 по 1981 год второй секретарь Ленкоранского горкома КП Азербайджана. 3 июля 1981 года назначена первым секретарем Ленкоранского городского комитета КП Азербайджана. За время её руководства Ленкоранским районом выросло производство овощеводческой и чаеводческой продукции. В 1993 была назначена вновь на пост городского головы Ленкорани для подавления протеста правительства Талыш-Муганской республики, Аликрама Гумбатова и его сторонников. В 2000 году подала в отставку и по просьбе Гейдара Алиева заняла пост первого заместителя Госкомитета по проблемам женщин.
С 1988 по 1992 года работала сначала педагогом, потом заместителем директора, потом директором Ленкоранского филиала Института педагогики и переквалификации. В 1992-93 годах проректор Ленкоранского государственного университета.
С 1965 по 1972 год депутат Ленкоранского городского и районного советов. С 1972 по 1990 член бюро Ленкоранского горкома КП республики. Депутат Верховного Совета Азербайджанской ССР 11 созыва, избрана в Президиум Верховного Совета.
Скончалась 13 марта 2009 года в селе Гаразянджир Джалилабадского района в результате автомобильной катастрофы.

## Награды
- Персональная пенсия Президента Азербайджанской Республики (15 мая 2006 года)[2]